# آتش‌بس چراسکو
آتش‌بس چراسکو آتش‌بسی بود که در چراسکو، پیه‌مونته، در ۲۸ آوریل ۱۷۹۶ بین ویکتور آمادیوس سوم از ساردینیا و ناپلئون بناپارت امضا شد. که ساردینیا را از جنگ ائتلاف نخست خارج کرد (تنها بریتانیا و اتریش در ائتلاف باقی‌ماندند) و آلساندریا، کونئو و تورتونه را به جمهوری نخست فرانسه سپرد. ساردینیا نیز تدارکات و مهمات خود را به فرانسه تحویل داد و به نیروهای فرانسوی اجازه عبور آزادانه از پیه‌مونته را داد. پس‌از آن یک معاهده صلح کامل در پاریس در ۱۵ مه امضا شد که طی آن ساردینیا شهرستان نیس، دوک‌نشین ساووی، تنده و بئویل را به فرانسه تحویل داد و همچنین عبور آزادانه از قلمرو باقی‌مانده خود را برای سربازان فرانسوی تضمین کرد.

## جستار‌های وابسته
- جنگ ائتلاف نخست
- نبرد موندووی